# Wee Small Hours
Wee Small Hours è un album dal vivo di Red Garland, pubblicato dalla Full House Records nel 1980. Il disco fu registrato dal vivo il 5 febbraio 1980 al Koseinenkin Kaikan di Tokyo.

## Tracce
Lato A
1. That's All – 3:28 (Alan Brandt, Bob Haymes)
2. My Romance – 2:54
3. In the Wee Small Hours of the Morning – 3:18 (Bob Hilliard, Dave Mann)
4. Ev'ry Time We Say Goodbye – 3:15 (Cole Porter)
5. Moonlight in Vermont – 4:44 (John Blackburn, Karl Suessdorf)
6. When Sunny Gets Blue – 4:57 (Marvin Fisher, Jack Segal)

Lato B
1. My Funny Valentine – 4:11 (Richard Rodgers, Lorenz Hart)
2. You Are Too Beautiful – 5:07 (Richard Rodgers, Lorenz Hart)
3. Who Can I Turn To – 4:09 (Leslie Bricusse, Anthony Newley)
4. Street of Dreams – 3:55 (Victor Young, Sam M. Lewis)
5. I Should Care – 5:51 (Axel Stordhal, Paul Weston, Sammy Cahn)

## Musicisti
- Red Garland - pianoforte
- Lou Donaldson - sassofono alto (brani: A5 e B4)
- Jamil Nasser - contrabbasso
- Jimmy Cobb - batteria